# Ghisleen Willems
Ghisleen Willems (Aalst, 10 juli 1933 - 5 december 2020) was een Belgisch politicus voor de CVP.

## Biografie
Willems is doctor in de rechten en werd beroepshalve advocaat.
In 1964 werd hij voor de CVP verkozen tot gemeenteraadslid van zijn geboorteplaats Aalst, wat hij bleef tot in 1988. In 1988 stapte hij over naar de dissidente lokale partij Vrije Democraten. 
Vanaf 31 maart 1968 zetelde hij in de Kamer van volksvertegenwoordigers voor het arrondissement Aalst; hij zetelde daarin tot 13 december 1987. In de periode december 1971-oktober 1980 zetelde hij als gevolg van het toen bestaande dubbelmandaat ook in de Cultuurraad voor de Nederlandse Cultuurgemeenschap, die op 7 december 1971 werd geïnstalleerd. Vanaf 21 oktober 1980 tot december 1987 was hij lid van de Vlaamse Raad, de opvolger van de Cultuurraad en de voorloper van het huidige Vlaams Parlement.